# Fissura orbitalis inferior

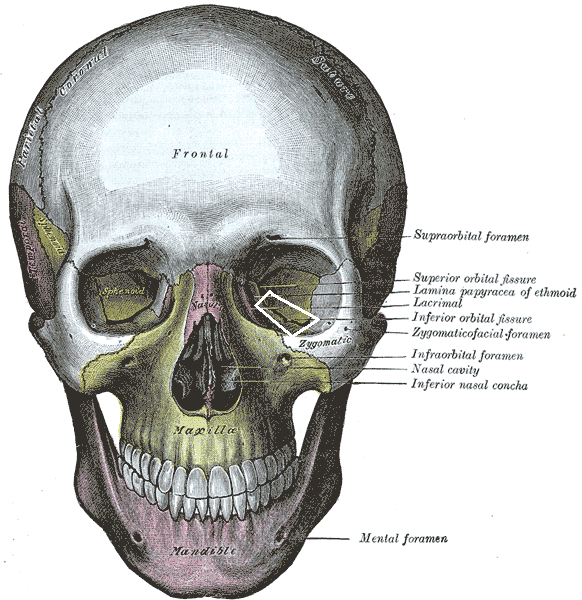
A koponya szemből (a fehér trapéz jelöli a hasadékot)

A fissura orbitalis inferior (ez egy hasadék) a szemüreg (orbita) külső és alsó falán található. Ezen keresztül megy a nervus maxillaris és a nervus zygomaticus, valamint az arteria infraorbitalis és a ganglion pterygopalatinum felszálló ágai.